# Mistero di Pimlico

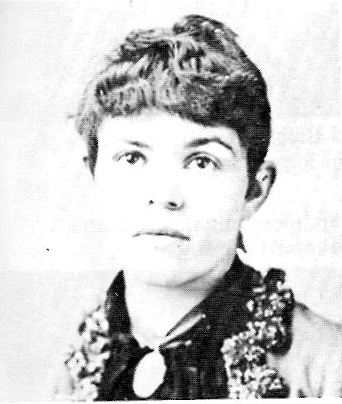
Adelaide Bartlett

Il mistero di Pimlico o mistero dell'avvelenamento di Pimlico è relativo alla morte di Thomas Edwin Bartlett avvenuta nel 1886 forse a opera della moglie, Adelaide Blanche Bartlett, nel distretto di londinese di Pimlico. Una quantità letale di cloroformio fu trovata nello stomaco della vittima, nonostante non gli avesse causato alcun danno alla gola o alla trachea, e non venne mai capito come potesse averlo assunto. La moglie fu processata per l'omicidio del marito e assolta, per stessa dichiarazione della giuria, perché l'accusa non riuscì a provare in che modo avrebbe potuto commettere l'omicidio.

## Storia
Al centro del mistero di Pimlico c'è la strana relazione tra un ricco fruttivendolo, Thomas Edwin Bartlett (1845–1886), la sua giovane moglie nata in Francia nel 1855, Adelaide Blanche de la Tremoille, e il reverendo George Dyson, tutore di Adelaide e consigliere spirituale della coppia nonché loro amico. Dyson era un ministro della chiesa metodista, e (se la storia raccontata da Adelaide e Dyson fosse vera) venne incoraggiato ad avere una relazione con Adelaide dallo stesso marito. Edwin soffriva di alcune malattie sgradevoli (inclusi denti in decomposizione e verme solitario) e probabilmente credeva nel mesmerismo come metodo curativo, ma questo suo presunto comportamento eccentrico era basato sulle sole testimonianze di Adelaide e Dyson. Si diceva che il padre di Adelaide fosse ricco e forse membro titolato dell'entourage della Regina Vittoria, che aveva visitato la Francia nel 1855, probabilmente Adolphe Collot de la Tremouille, Comte de Thouars d'Escury.
Edwin e Adelaide si sposarono nel 1875. Secondo Adelaide doveva essere un matrimonio platonico, ma nel 1881 ebbero un bambino; Edwin impedì all'infermiera di chiamare un medico durante un complicato travaglio perché non voleva che un altro uomo "interferisse con lei".  Agli inizi del 1885, conobbero Dyson come ministro del culto del luogo, il quale divenne un loro frequentatore abituale. Edwin fece Dyson suo esecutore testamentario, e redasse un testamento nel quale lasciava tutti i suoi possedimenti ad Adelaide, a condizione che non si risposasse (clausola comune in quegli anni). In seguito Edwin fece cancellare la clausola, quattro mesi prima di morire.
Verso la fine del 1885, Adelaide chiese a Dyson di procurarle del cloroformio, prescritto dal dottore che aveva in cura Edwin, il dottor Alfred Leach. Leach disse in seguito che glielo prescrisse con riluttanza. Secondo le leggi dell'epoca, nel comprare veleni ad uso medico era necessario firmare un libro in farmacia, ma solo per grandi dosi; Dyson comprò quindi quattro piccole bottiglie anziché una grande, in quattro farmacie diverse, dichiarando che doveva rimuovere delle macchie di grasso.  Solo dopo la morte di Edwin, Dyson disse di aver capito quanto erano state sospette le sue azioni.
Il 31 dicembre 1885, Edwin Bartlett ritornò dalla visita presso un dentista e andò a dormire vicino ad Adelaide nel loro appartamento a Pimlico. Poco prima delle 4 del mattino del giorno dopo Adelaide chiese alla loro cameriera di andare a chiamare il dottor Leach, temendo che Edwin fosse morto, prima di svegliare la padrona di casa. Lo stomaco di Edwin risultò pieno di cloroformio liquido. È possibile che le storie sul presunto tentato suicidio di Edwin non avessero fatto ritenere l'uomo vittima di omicidio, non fosse stato per il di lui padre, che aveva sempre detestato Adelaide e l'aveva precedentemente accusata di aver avuto una relazione con il fratello più piccolo di Edwin, che si insospettì e convinse le autorità ad indagare a fondo sulla vicenda.
L'indagine portò alla conclusione che la morte era stata un omicidio da parte di Adelaide Bartlett, con George Dyson complice, e furono entrambi arrestati.

## Il processo
Il processo iniziò il 12 aprile 1886, attirando grande interesse da parte della stampa sia nel Regno Unito che all'estero. All'apertura del processo vennero lette le accuse sia contro George Dyson che Adelaide, ma l'accusa chiese subito che quelle contro Dyson venissero ritirate ed egli fu formalmente assolto.  Questo consentì all'accusa di chiamarlo a testimoniare come testimone, ma rese anche possibile alla difesa di utilizzare la sua testimonianza.
Adelaide Bartlett fu difesa da Sir Edward Clarke, secondo il quale Thomas Bartlett si era suicidato. Si disse che l'intervento di Clarke si dovesse all'intervento del padre di Adelaide.  L'accusa era nelle mani (come da tradizione in Inghilterra e Galles prima del 1957) dell'allora Procuratore generale per l'Inghilterra e il Galles Sir Charles Russell.
Adelaide non poteva testimoniare in sua difesa (cosa non possibile per gli imputati prima del Criminal Evidence Act del 1898) e la difesa non chiamò testimoni a favore, nonostante offrì alla corte una dichiarazione finale di oltre sei ore.
Il principale aiuto forense alla signora Bartlett fu che il cloroformio liquido raggiunse lo stomaco senza bruciare la gola e la laringe. Edwin non aveva tali bruciature sul corpo. Questo rafforzò la teoria del suicidio, suggerendo la possibilità che chi aveva bevuto il cloroformio lo avesse inghiottito rapidamente. Quando la giuria tornò di fronte alla corte con il verdetto, il primo giurato dichiarò: "nonostante crediamo che seri sospetti gravino sull'imputata, non riteniamo ci siano sufficienti prove per stabilire come o da chi fu somministrato il cloroformio". Il primo giurato confermò il verdetto dell'assoluzione, che fu salutato "da un rumoroso applauso", dal momento che l'opinione pubblica si era spostata in favore di Adelaide durante il processo.

## Epilogo
Dopo il processo sia Adelaide Bartlett che il reverendo George Dyson sparirono dalle cronache. L'autore di The Life of Sir Edward Clarke (1939) scrisse che aveva "l'impressione" che Adelaide Bartlett sposò in seguito George Dyson, ma vi era anche la teoria che i due non si fossero più rincontrati.
La scrittrice Julian Symons, nel suo racconto della vicenda, Sweet Adelaide, scrisse che la signora Bartlett emigrò negli Stati Uniti, si stabilì nel Connecticut, e lì morì dopo alcuni anni nel 1933, nonostante per altri la sua vita dopo il processo rimane un mistero.
Per quanto riguardava Dyson, gli studi di Richard Whittington-Egan sulla vita di William Roughead raccontavano che una donna nel Maryland dichiarò nel 1939 che Dyson era arrivato a New York City, dove cambiò il suo nome, e come cercatore di fortuna sposò e uccise una giovane donna e la sorella per appropriarsi delle loro proprietà nel 1916. Come altra ipotesi, Kate Clarke riportò che i registri della chiesa metodista mostravano come Dyson fosse emigrato in Australia.
Il caso Bartlett fu portato in radio da una serie della BBC dal nome The Black Museum nel 1952 con il titolo di "Four Small Bottles." e in una serie TV in 4 episodi, A Question of Guilt, nel 1980.

## Influenza culturale
- Il film Presunta assassina con Jodie Foster fu "... liberamente ispirato al caso di Adelaide Bartlett, che, nel 1886, fu processata per l'avvelenamento del marito con il cloroformio.”[13]
- Nel celebre libro Hitchcock/Truffaut, Alfred Hitchcock raccontò al regista francese François Truffaut che aveva pensato di fare un film sul caso, ma lasciò perdere l'idea perché il film di Truffaut Jules e Jim già raccontava—a suo dire—la storia di un ménage à trois.
- Il programma radio della CBS Crime Classics produsse e mandò in onda il 22 giugno 1953 un episodio dal titolo The Shockingly Peaceful Passing of Thomas Edwin Bartlett, Greengrocer, che raccontava la storia romanzata con alcuni cambiamenti rispetto alla vicenda originale.